# Princípio da plenitude
Princípio da Plenitude é um conceito filosófico enunciado por Arthur Lovejoy, segundo o qual tudo o que é necessário para tornar a humanidade perfeita já existe no mundo, quer em ação, quer como potência. Baseado nas ideias de Platão, segundo este princípio todas as ordens e espécies da natureza e na sociedade, e ainda suas posições já foram realizadas, tanto no micro quanto no macrocosmo.
O princípio tem em Aristóteles, ainda, a ideia da continuidade. Esta se vê, por exemplo, na corrente espiritual que leva do ser mais primitivo ao mais elevado, que pode ser o homem, os anjos ou Deus. Como conceito inerente e concluído deste, está o de subordinação dos seres inferiores aos superiores - ideia que Lovejoy julgava erroneamente ter desaparecido com a teoria de Darwin.